# Patrick Vlačič
Dr. Patrick Vlačič (* 22. února 1970, Slovenj Gradec) je slovinský právník a politik.

## Životopis
Absolvoval Právnickou fakultu Univerzity v Lublani, titul magistra obdržel v oboru námořního práva na Univerzitě práva ve Splitu, doktorát získal v oboru dopravního práva na Právnické fakultě v Lublani. V letech 1995 až 1997 působil u Vrchního soudu v Koperu. V roce 1998 složil advokátské zkoušky. Od roku 1997 působil na Fakultě námořních studií a dopravy, kde byl od roku 2004 vedoucím katedry námořního a dopravního práva. V letech 2002 až 2004 byl ředitelem Letiště Portorož. Od května do listopadu 2004 byl poradcem ministra dopravy.
V letech 1998 až 2002 byl členem občinské rady v Piranu a předseda obecní rady v Luciji. V roce 2008 byl zvolen poslancem Státního shromáždění Republiky Slovinsko, od 21. listopadu 2008 zastával funkci ministra dopravy Republiky Slovinsko. 2. března 2009 byl zvolen místopředsedou slovinských Sociálních demokratů.